# شب‌دوست کوچک
شب‌دوست کوچک(نام علمی: Galago) نام یک سرده از تیره شب‌دوست است.

## گونه‌ها
- Genus Galago
  - G. senegalensis group
    - شب‌دوست سنگالی, Galago senegalensis
    - شب‌دوست موهول, Galago moholi
    - شب‌دوست سومالی, Galago gallarum

  - G. matschiei group
    - شب‌دوست تیره, Galago matschiei

  - G. alleni group
    - شب‌دوست بیوکو الن, Galago alleni
    - شب‌دوست رود کراس, Galago cameronensis
    - شب‌دوست گابن, Galago gabonensis

  - G. zanzibaricus group
    - شب‌دوست زنگبار, Galago zanzibaricus
    - شب‌دوست گرنت, Galago granti
    - شب‌دوست مالاوی, Galago nyasae

  - G. orinus group
    - شب‌دوست اولوگورو, Galago orinus
    - شب‌دوست کوتوله روندو, Galago rondoensis

  - G. demidoff group
    - شب‌دوست پرنس دمیدوف, Galago demidoff
    - شب‌دوست توماس, Galago thomasi[۱]